# Soulaines-sur-Aubance

Soulaines-sur-Aubance este o comună în departamentul Maine-et-Loire, Franța. În 2009 avea o populație de 1,169 de locuitori.